# 龙桥镇 (成都市)
龙桥镇，是中华人民共和国四川省成都市新都区曾经下辖的一个镇。2019年12月，撤销龙桥镇、新繁镇，设立新繁街道。

## 行政区划
龙桥镇撤销前下辖以下地区：
龙桥场社区、渭水社区、普文社区、瑞云社区、鱼龙社区、青桥村、杏桂村、杨建村和山水村。